# ويليام فيلدز
ويليام فيلدز (بالإنجليزية: William Fields)‏ هو مجدف أمريكي، ولد في 6 أغسطس 1929 في فورسيث في الولايات المتحدة، وتوفي في 20 نوفمبر 1992 في غينسفيل في الولايات المتحدة.

## وصلات خارجية
- ويليام فيلدز على موقع الاتحاد الدولي للتجديف (الإنجليزية)
- ويليام فيلدز على موقع اللجنة الأولمبية الدولية (الإنجليزية)
- ويليام فيلدز على موقع أوليمبيديا (الإنجليزية)